# ダイアモンドは傷つかない
『ダイアモンドは傷つかない』（ダイアモンドはきずつかない）は、三石由起子の小説。『早稲田文学』に発表された。

## 小説

### 内容
妻もあり、愛人もいる中年男性と女子大生の奇妙な同棲生活を描いた内容となっている。

### 書籍
- 「ダイアモンドは傷つかない」1981年、講談社
- 「ダイアモンドは傷つかない」1985年、講談社文庫

## 映画
1982年に田中美佐子主演・藤田敏八監督により東映で映画化。
田中美佐子の映画デビュー作で、田中は1981年のTBSの連続ドラマ『想い出づくり。』の好演により本作の主役に抜擢された。田中はフルヌードやセックスシーン等の体当たり演技が評価され、第6回日本アカデミー賞新人俳優賞を受賞。映画デビューを主役で飾り、岸本加世子、田中裕子に続く大型新人と騒がれた。当時はまだ女優の映画初出演が主役ということは珍しかった。

### あらすじ（映画）
予備校の講師・三村一郎は、義理弟・中山修司の結婚披露宴でスピーチをしていると、元教え子・越屋弓子が自身の妻・真知子に挨拶しているのを見つける。弓子は現在大学生をしながら一郎と同じ予備校でバイトをする若い女性で、彼とは予備校生時代から不倫関係にあった。しかし、一郎にはもう一人10年以上前からの愛人・牧村和子がおり、彼は真知子、弓子、和子との3重の生活をしているのだった。弓子は披露宴で一郎の元教え子として真知子と初対面し、後日和子が経営する帽子屋に訪れてお互いに自分こそが“一郎の女”と牽制し合う。
数日後、一郎と同じ職場で働く修司は不倫関係を終わらせた方がいいと弓子に助言するが、別れる気はないと告げられる。後日さらに修司は、「以前妻が真知子の自宅に訪れた時に様子がおかしかった」と伝えて一郎に不倫をやめさせようとするが、「見間違いだろう」と話を聞き入れない。別の日、弓子は一郎から指輪をプレゼントされるが、「50年経ったら結婚しよう」と冗談半分に言われて不機嫌になってしまう。
ある日、一郎は予備校で弓子との関係が噂になることを恐れて、彼女の新しいバイト先として中学生を対象にした塾を知人に紹介してもらう。後日弓子がレストランに入ると楽しく食事をする一郎と和子を偶然見つけ、とっさに一郎の元に行き自身と別れてくれるよう感情的に訴える。店を出た弓子は後から来た一郎と2人ではしご酒をした後、先程別れると言ったばかりなのにいつものように体を許してしまう。
翌日、一郎との関係がはっきりしないままの弓子は、和子の家に電話をかけて「別れたいけど別れられない」と気持ちをぶつける。その夜和子は三村家に電話をかけるが、電話の相手にピンと来た一郎が受話器を取らなかったため夜通しベルが鳴り続けて真知子は精神的に不調をきたす。翌朝一郎が直接話し合うために和子の自宅を訪れてドアを開けるが、その瞬間彼女は彼の顔にくつべらで切りつける。

### キャスト
越屋弓子
演 - 田中美佐子
大学生。20歳。大学に通いながら、一浪中に通っていた予備校でデスクワークのバイトをしている。一郎とは不倫関係にあり、現在1人で暮らす一軒家に彼が時々訪れている。年上にも物怖じせず率直な意見を言う性格で、真知子や和子には挑発的な態度を取る。途中からバイトを変えて塾講師で古典を教える。作中では年齢で言えば成人しているが精神的にはまだ子供っぽい性格で、背伸びをして一郎との恋愛を続けようとする。
三村一郎
演 - 山﨑努
予備校で古典を教える講師。妻を愛しており大事にしなければならないという責任感を持っている。その一方、女好きな性格で和子とは10年以上付き合い、弓子とは予備校の教え子だった時から不倫関係を続けている。作中では弓子相手に自身の恋愛観について何度か語っている。自分本位で頑固な性格で周りから不倫をやめるように忠告されてものらりくらりとかわす。真知子、和子、弓子に対し身勝手な言動をして3人の女性を振り回す。
牧村和子
演 - 加賀まりこ
一郎と10年以上付き合う愛人。彼女について一郎が「妻のような存在」と言ったことから、弓子から陰で『ダッシュ』と呼ばれている(妻’という意味)。自宅マンションで帽子を作り自身の店で販売する仕事をしている。一郎とは20代の頃に趣味の絵画教室が縁で付き合い始めた。弓子とは、一郎との長い付き合いや年上の女としての余裕を醸し出し、愛人としての格の違いを見せつける。

#### 一郎の親族
三村真知子
演 - 朝丘雪路
一郎の妻。修司によるとお嬢さん育ちで世間知らずとのこと。生前の姑との関係が上手く行かなかったり、一郎の女癖の悪さなどが原因で長年に渡り気苦労が絶えない。
三村弥衣
演 - 石田えり
三村家の娘。24歳。一郎から見合い話を持って来られている状態。修司の披露宴で弓子の存在を知り、女の勘で一郎の不倫相手と気づいて嫌うようになる。
中山修司
演 - 小坂一也
真知子の弟。義理の兄である一郎は、同じ予備校の先輩講師でもある。病弱な真知子のことを心配しており、女好きな一郎に不倫をやめた方がいいと苦言を呈する。
中山よう子
演 - 伊藤幸子
冒頭で修司の妻となった女性。不倫三昧の生活を送る一郎の行動に呆れ、義理姉の真知子を不憫に思う。

#### 弓子の主な関係者
猫宮善三
演 - 趙方豪
弓子と同じ大学の学生。大学のあるテストでたまたま隣りに座った弓子にカンニングさせてもらったことで親しくなる。弓子や他の友人とともに大学で過ごす内に、いつしか彼女に好意を寄せ始める。
矢追哲
演 - 北詰友樹
弓子の予備校時代の同期。読書家で勉強が得意で、予備校ではトップの成績を収めている。予備校を辞めた後も弓子とは時々古本屋で会って雑談を交わすなど親しくしている。
弓子の大学の女友達
弓子が親しくする友人の1人。女ながら腕力に自信があり猫宮を腕相撲で負かしている。明るくサバサバした性格。大学卒業後に自身が就職できるかどうか悩んでいる。

#### その他の主な人たち
披露宴司会者
演 - 大林宣彦（特別出演）
修司とよう子の披露宴で司会を担当。一郎のスピーチなどを進行する。
披露宴スピーチ嬢
演 - 高瀬春奈（特別出演）
よう子の女子大学時代の同窓生。よう子の披露宴で彼女についてスピーチし、結婚を祝福する。
若い男
演 - 新井康弘（特別出演）
弓子が路上で転んだ時に声をかけるサラリーマン風の男。優しい性格。
岡本
演 - 金田明夫
一郎の知人。塾で働く人物。一郎から頼まれて弓子を塾講師のバイトとして迎え入れる。
家具店店員
演 - 小野進也
家具を買いに来た一郎に高価だが品質の良い家具を勧める。
受験生の母
演 - 村松美枝子
息子が古典の成績が芳しくなく、不安を感じて塾講師の弓子に相談する。

#### その他
岸里
演 - 近藤宏
馬場
演 - 金沢靖
八木
演 - 登石雋一
朋子
演 - 木下裕子
高橋
演 - 吉田淳
直子
演 - 家田京子
女店員
演 - 名代杏子
ボーイ
演 - 津山栄一
タクシー運転手
演 - 高月忠、泉福之助
仲居
演 - 山本緑
ゼミの生徒
演 - 広中雅志、新井信彦、南沢一郎
など。

### スタッフ
- 監督：藤田敏八
- 脚本：田中晶子
- 撮影：田村正毅
- 美術：桑名忠之
- 編集：西東清明
- 音楽：井上堯之
- 企画：吉田達、岡田裕、残間里江子
- プロデューサー：佐藤和之
- 製作：東映東京撮影所
- 配給：東映

### 製作
男の映画のイメージが強い東映が、若い女性にターゲットを絞り、ゴールデンウィーク明けの5月中旬を勝手に〈OL週間〉と名付け、田中裕子主演の『ザ・レイプ』と共に女性映画二本立てとして公開した。
田中美佐子の当時のイメージはNHKの『本日も晴天なり』などに出ていた新人という印象で、大抜擢の映画初主演であった。原作・脚本・主役が女性という組み合わせも当時としては異例だった。また併映の『ザ・レイプ』と合わせ、当時、山口百恵の『蒼い時』のプロデューサーとして有名になった残間里江子をプロデューサーとして参加させ、女性層への売り込みを図った。
監督は最初に日活をフリーになった森田芳光にオファーを出したが、森田が断わり、日活の先輩・藤田敏八が引き受けた。藤田監督の前年の作品が『スローなブギにしてくれ』で、同作で中年男を演じた山﨑努が、ここで同じ中年男を演じ、また併映の主演も苗字が同じ田中と、当時は紛らわしい二本立てといわれた。

#### キャスティング
女優時代の家田荘子が端役で出演している。

### 宣伝

#### キャッチコピー
奥さんも愛人もいる人と恋人同士。いまは―なんとなくい・っ・し・ょ。

欲しければ盗りなさい。

（『ザ・レイプ』と合わせて）

激しくヒロイン、若い女性の映画です。

### 同時上映
『ザ・レイプ』
- 主演：田中裕子／監督：東陽一／東映・幻燈社。